# (167) Urda
(167) Urda – planetoida z pasa głównego asteroid.

## Odkrycie
Została odkryta 28 sierpnia 1876 roku w Clinton położonym w hrabstwie Oneida w stanie Nowy Jork przez Christiana Petersa. Nazwa planetoidy pochodzi od Urd, jednej z Norn, bogiń przeznaczenia w mitologii nordyckiej.

## Orbita
(167) Urda okrąża Słońce w ciągu 4 lat i 299 dni w średniej odległości 2,85 j.a. Planetoida należy do rodziny planetoidy Koronis.